# NGC 7176
NGC 7176 ist eine elliptische Galaxie vom Hubble-Typ E im Sternbild Südlicher Fisch. Sie ist schätzungsweise 114 Millionen Lichtjahre von der Milchstraße entfernt und hat einen Durchmesser von etwa 30.000 Lichtjahren. Gemeinsam mit NGC 7172, NGC 7173 und NGC 7174 bildet sie die Hickson Compact Group 90.
Das Objekt wurde am 23. September 1834 von dem britischen Astronomen John Herschel entdeckt.